# Johann Wilhelm von Rogendorf
Johann Wilhelm Freiherr von Rogendorf (auch Hans Wilhelm, Roggendorf; * 4. Juli 1531; † 13. September 1590 in Baden bei Wien) war ein österreichischer Adeliger und Landmarschall von Österreich unter der Enns.

## Leben
Johann Wilhelm war der älteste Sohn von Willhelm II. von Rogendorf (1511–1543) und Anna von Hohenberg zu Kreuzbach († nach 1532). Nach dem frühen Tod des Vaters absolvierte er die übliche Kavalierstour und erbte 1554 die ihm zustehenden Teile, u. a. Schloss Sitzendorf. Johann Wilhelm war Flacianer und geriet dadurch mit der röm.-kath. Kirche und mit den anderen lutherischen Strömungen in Konflikt. Gemeinsam mit Sigmund Graf Hardegg und Veit Albrecht Freiherrn von Puchheim veranlasste er 1575 in Horn einen lutherischen Kongress zur Behandlung der Religionsangelegenheiten. Die evangelischen Herren und Ritter trafen sich dann oft um Religionssachen zu besprechen. Dies gipfelte 1609 in den Horner Bund, den die Rogendorfer aber nicht unterzeichneten.
Johann Wilhelm war Erbland-Hofmeister und ab Mitte der 1560er Jahre bis zu seinem Tod niederösterreichischer Landmarschall.

## Familie
Johann Wilhelm Freiherr von Rogendorf war in erster Ehe 1553 mit Margaretha von Herberstein und in zweiter Ehe mit Anna von Wied-Runkel verheiratet. Aus erster Ehe hatte er eine Tochter, und mit Anna zehn weitere Kinder. Der ältere Sohn Johann Max wurde 1596 erstochen; Johann Hermann, Freiherr und Obermundschenk Kaiser Mathias starb kinderlos. Sein Bruder Georg Ehrenreich I. pflanzte das Geschlecht fort.